# گروه کر عدم تأیید (فیلم)
گروه کر عدم تأیید (به انگلیسی: A Chorus of Disapproval) فیلمی محصول سال ۱۹۸۹ و به کارگردانی مایکل وینر است. در این فیلم بازیگرانی همچون جرمی آیرونز، آنتونی هاپکینز، پرونلا اسکیلز، جنی سیگروو، سیلویا سیمز، گرت هانت، پتسی کنسیت، لایونل جفریس، ریچارد برایرز و باربارا فریس ایفای نقش کرده‌اند.